# Georges Migot
Georges Migot est un compositeur, musicologue, poète, peintre et graveur français, né le 27 février 1891 à Paris et mort le 5 janvier 1976 à Levallois-Perret (Hauts-de-Seine).

## Biographie
George Elbert Migot naît dans le 11e arrondissement de Paris le 27 février 1891, issu d'une famille protestante. Son père est médecin, sa mère lui prodigue les premiers enseignements du piano alors qu'il est âgé de sept ans. Très rapidement, il commence à composer et, à quinze ans, il produit sa première œuvre éditée : Noël a cappella pour quatre voix.
En 1909, il entre au Conservatoire de Paris et étudie avec Jules Bonval (harmonie), André Gedalge (fugue), Charles-Marie Widor (composition), Alexandre Guilmant et Louis Vierne (orgue), Vincent d'Indy (orchestration), Maurice Emmanuel (histoire de la musique). Il se passionne pour les luthistes et les maîtres de la Renaissance : François Couperin et Jean-Philippe Rameau sont des sources d'inspiration importantes pour lui.
Il est ensuite mobilisé durant la Première Guerre mondiale, et est grièvement blessé à Longuyon (Meurthe et Moselle) dès l'année 1914. Il doit utiliser des béquilles durant sa convalescence, pendant plus d'une année. 
Il reçoit plusieurs prix, notamment le prix Lili Boulanger (1917), le prix Lépaulle (1919), Le prix Halphen (1920) et le prix Blumenthal (1921). Il échoue pourtant à deux reprises au prix de Rome, en 1919 et 1922, et renonce à se représenter. Il étudie également la peinture et son talent de peintre est valorisé lors de plusieurs expositions dans des galeries parisiennes, en 1917, 1919 et 1923. Il est également connu compositeur des livrets de nombre de ses œuvres vocales.
À partir de 1937, Georges Migot enseigne à la Schola Cantorum de Paris et produit des émissions musicales pour Radio-Cité (1937-1939). En 1949, il devient conservateur du musée instrumental du Conservatoire de Paris, place qu'il conserve jusqu'en 1961. La SACEM lui décerne le Grand-Prix de la musique française en 1958.
Georges Migot meurt le 5 janvier 1976 à Levallois-Perret, dans les Hauts-de-Seineet sa femme en 1980.

## Le compositeur
Il n'est pas facile d'estimer l'œuvre abondante de Georges Migot, cependant, il lui est reconnu le mérite d'avoir choisi des voies difficiles et d'avoir rejeté les solutions banales. Ainsi, Florent Schmitt écrit à propos de son œuvre  Agrestides : « Dans tout ceci, rien de bas, de banal, ni même de facile. On y sent au contraire des intentions pures, nobles, généreuses, un intense sentiment poétique. Mais autodidacte impénitent, il semble qu'il ait abordé son art par où il aurait dû l'achever. » — Feuilleton musical du Temps, 23 mai 1931. Certains lui reprochent d'être venu à la musique par la peinture. Musicien, il a su traduire à l'aide des sons les jeux subtils des couleurs.

## Œuvre

### Dramatique
- Hagoromo, symphonie lyrique et chorégraphique pour baryton, chœur et orchestre sur un texte de Migot et Louis Laloy (Monte-Carlo, 9 mai 1922)
- Le Rossignol en amour, opéra de chambre sur un livret de Migot (1926-1928 ; Genève, 2 mars 1937)
- Cantate d'Amour, opéra de concert sur un livret de Migot (1949-1950)
- La Sulamite, opéra de concert sur un livret de Migot (1969-1970)
- l'Arche, polyphonie spatiale pour soprano, chœur de femmes et orchestre sur un poème de Migot (1971 ; Marseille, 3 mai 1974)

### Musique pour orchestre: symphonies
- no 1 Les Agrestides, trois fresques pour grand orchestre (1919-1920 ; Paris, 29 avril 1922)
- no 2 (1927 ; Festival de Besançon, 7 septembre 1961)
- no 3 (1943-1949)
- no 4 (1946-1947)
- no 5 Sinfonia da chiesa pour instruments à vent (1955 ; Roubaix, 4 décembre 1955)
- no 6 pour cordes (1944-1951 ; Strasbourg, 12 juin 1960)
- no 7 pour orchestre de chambre (1948-1952)
- no 8 pour 15 instruments à vent et 2 contrebasses
- no 9 pour cordes (incomplète)
- no 10 (1962)
- no 11 pour instruments à vent (1963)
- no 12 (1954-1964 ; Lille, 29 mai 1972)
- no 13 (1967)
- Petite symphonie en trois mouvements enchaînés pour orchestre à cordes (1970 ; Béziers, 23 juillet 1971)

### Autres partitions pour orchestre
- Le Paravent de laque aux cinq images (1920 ; Paris, 21 janvier 1923)
- Trois ciné-ambiances (1922)
- La Fête de la bergère (1921 ; théâtre Bériza à Paris le 21 novembre 1925)
- Prélude pour un poète (Paris, 7 juin 1929)
- Le Livre des danceries, suite orchestrale (Paris, 12 décembre 1931)
- Le Zodiaque, 12 études pour piano (1931-1932, cinq pièces orchestrées en 1939)
- Phonic sous-marine (1962)
- Dialogue pour piano et orchestre (1922-1925 ; Paris, 25 mars 1924)
- Dialogue pour violoncelle et orchestre (1922-1926 ; Paris, 7 février 1927)
- Suite pour violon et orchestre (1924 ; Paris, 14 novembre 1925)
- Suite pour piano et orchestre (Paris, 12 mars 1927)
- Suite en concert pour harpe et orchestre (Paris, 15 janvier 1928)
- La Jungle, polyphonie pour orgue et orchestre (1928 ; Paris, 9 janvier 1932)
- Concerto pour piano (1962 ; Paris, 26 juin 1964)
- Concerto pour clavecin et orchestre de chambre (Paris, 12 décembre 1967)

### Musique de chambre
- Les Parques pour 2 violons, alto et piano (1909)
- Trois pièces pour violoncelle et piano (1933)[2]
- 3 quatuors à cordes (1921-1957-1962)
- Quatuor pour flûte, violon, violoncelle et piano (1960)
- Quatuor pour violon, alto, violoncelle et piano (1961)
- Quatuor pour 2 clarinettes, cor de basset et clarinette basse (1925)
- Quatuor de saxophones (1955)
- Quatuor pour 2 violons et 2 violoncelles (1955)
- Quintette pour flûte, hautbois, clarinette, cor et basse (1954)
- Introduction pour un concert de chambre pour 5 instruments à vent (1964)
- Trio pour hautbois, violon et piano (1906)
- Trio pour violon, alto et piano (1918)
- Livre des Danceries, trio pour flûte, violon et piano (1929)
- Trio avec piano (1935)
- Trio pour hautbois, clarinette et basson (1944)
- Trio à cordes (1944-1945)
- Trio pour flûte, violoncelle et harpe (1965)
- Sonate pour guitare et piano (1960)
- Sonate luthée pour harpe seule (1949)
- 2 sonates pour violon seul (1951-1959)
- Sonate pour violon et piano (1911)
- Dialogue no 1 pour violon et piano (1923)
- Dialogue no 2 pour violon et piano (1925)
- Sonate pour alto seul (1958)
- Sonate pour violoncelle seul (1954)
- Dialogue no 1 pour violoncelle et piano (1922)
- Dialogue no 2 pour violoncelle et piano (1929)
- Sonate pour violoncelle et piano (1958)
- Sonate pour 2 violoncelles (1962)
- Suite pour flûte seule (1931)
- Sonate pour flûte et piano (1945)
- Pastorale pour 2 flûtes (1950)
- Suite pour cor anglais et piano (1963)
- Sonate pour clarinette seule (1953)
- Sonate pour basson seul (1953)
- Sonatine no 1 pour flûte à bec soprano et piano (1957)
- Sonatine no 2 pour flûte à bec soprano et piano (1959)

### Musique vocale
- Cortège d'Amphitrite pour 4 voix et 4 archets sur un texte d'Albert Samain
- 6 Tétraphones pour baryton, flûte, violon et violoncelle sur un texte de Migot (1945)
- 7 Petites Images du Japon pour voix et piano (1917)
- Vini vinoque amor  (l'amour du vin et par le vin) pour 2 voix, flûte, violoncelle et piano (1937)
- Liturgie œcuménique pour 3 voix et orgue (1958)
- Chansons de Margot poèmes de Philéas Lebesque
- Psaume XIX pour chœur et orchestre
- Nombreux trios et quatuors vocaux sans accompagnement, des chœurs sacrés a cappella, des doubles et des triples chœurs a cappella
- La Mise au Tombeau, oratorio sur un texte de Migot (1948-1949) pour petit chœur et quintette à vent
- La Nativité de Notre Seigneur, mystère lyrique pour solistes, chœur et instruments sur un texte de Migot (1954)
- La Passion, oratorio en douze épisodes (1939-1946 ; Paris, 25 juillet 1957). On peut l'entendre aujourd'hui sur CD ARION ARN268468 orchestre et grand chœur de la radio hollandaise.
- Saint Germain d'Auxerre
- L'Annonciation, oratorio (1943-1946)
- Mystère orphique, pour voix et orchestre (1951 ; Strasbourg, 18 mars 1964)
- Cantate d'amour, opéra de concert sur des textes de Migot (1949-1950)
- La Résurrection, oratorio (1953 ; Strasbourg, 28 mars 1969)
- Du ciel et de la terre, symphonie spatiale pour un film (1957)
- Le Zodiaque chorégraphie lyrique sur un livret de Migot (1958-1960)
- La plate, vaste savane pour soprano et instruments (1967)
- 3 chansons de joie et de souci pour voix et guitare (1969)
- 5 Monodies ou chants sans accompagnement sur des poèmes de Pierre Moussarie (1970)[3]
- 3 dialogues pour voix et violoncelle (1972)
- 5 chants initiatiques pour voix et piano (1973)
- Également beaucoup de musique liturgique, un groupe d'albums de pièces caractéristiques pour piano et de nombreuses œuvres pour orgue (on peut écouter l'enregistrement sur CD ARION ARN55435 Yvonne Monceau à l'orgue)

## Publications
- Essais pour une esthétique générale (Paris, 1920 – 2e éd. 1937)
- Appoggiatures résolues et non résolues (Paris, 1922-1931)
- Jean-Philippe Rameau et le génie de la musique française (Paris, 1930)
- Lexique de quelques termes utilisés en musique (Paris, 1947)
- 2 volumes de poèmes (Paris, 1950-14951)
- Matériaux et inscriptions (Toulouse, 1970)
- Kaléidoscope et Miroirs ou les images multipliées et contraires autobiographie (Toulouse, 1970)
- Les écrits de Georges Migot, un recueil d'articles (4 volumes, Paris 1932)